# IKEA Museum
IKEA Museum ve švédském Älmhultu bylo otevřeno veřejnosti 30. června 2016. Zachycuje historii švédské nábytkářské firmy IKEA. Nahradilo menší expozici
IKEA Through the Ages o výměře 800 m², ve které byla prezentována dvacítka různých pokojů zabydlených firemním nábytkem a doplňky. Muzeum se nachází ve stejné budově, ve které byl v roce 1958 otevřen první firemní obchod. V roce 2012 byl otevřen na jiném místě v Älmhultu a od té doby probíhaly úpravy pro muzeální účely s plánovaným termínem otevření v roce 2015. Fasáda byla obnovena v původní podobě. Výstavní plocha je 3500 m².